# Old Firm
Old Firm (lit. "Velha Firma", em inglês) é o nome popularmente dado ao maior clássico do futebol escocês, que envolve o Celtic Football Club e o Rangers Football Club, equipes de Glasgow, maior cidade da Escócia, que se confrontam desde 28 de maio de 1888, quando o Celtic venceu por 5 a 2.
É um dos clássicos de futebol mais antigos do mundo e para muitos especialistas esta é a maior rivalidade do futebol mundial devido às divergências culturais e religiosas envolvidas, despertando paixões inclusive fora da Escócia - tendo no cantor inglês Rod Stewart (filho de um escocês e torcedor do Celtic) e nos irmãos Angus e Malcolm Young, instrumentistas da banda australiana AC/DC (nascidos em Glasgow, ainda que emigrados como crianças, torcedores do Rangers), alguns dos partidários no exterior mais ilustres da dupla.

## História
No segundo jogo da final da Copa da Escócia de 1909, com 60 000 espectadores no Estádio de Hampden Park, uma briga de enormes proporções entre torcedores dos dois clubes e também com a polícia, suspendeu a decisão e inaugurou a fase violenta deste confronto. A confusão iniciou-se por  rumores de que os dois clubes, que já haviam empatado a primeira partida, teriam combinado nova igualdade no placar, pois haveria interesse econômico de ambos (com a venda de mais ingressos) em realizar um terceiro jogo para definir o campeão. O clássico receberia então o apelido de "The Old Firm", uma insinuação que ambos os clubes se beneficiariam financeiramente da antipatia mútua.
Estas equipes dominam amplamente a Liga Escocesa de Futebol, conquistando a maioria dos títulos disputados. Após um domínio inicial do Celtic, o Rangers o ultrapassou no início do século XX e mantem-se na dianteira desde então. O domínio é tamanho que ambos são ocasionalmente sondados para, tais como alguns clubes galeses, disputarem o Campeonato Inglês de Futebol, especialmente a partir do advento da Premier League.
Sob o comando de Jock Stein (que era protestante), o Celtic experimentou seu melhor momento entre 1966 e 1974, quando conseguiu o ineditismo de conquistar o campeonato escocês por nove vezes seguidas, diminuindo uma diferença de 14 títulos para cinco que o arquirrival possuía, recuperando-se de seu pior momento: entre os anos 1920 e 30, ficou justamente nove anos em jejum, em que oito taças ficaram com o Rangers e uma com o Motherwell.
Dentro desse período áureo, o clube teve seu ano inesquecível em 1967: além do campeonato escocês, venceu a Copa da Escócia, a Copa da Liga Escocesa e o mais importante, a Copa dos Campeões da UEFA sobre a favorita Internazionale, então, bicampeã.
O Celtic tornou-se com isso o primeiro clube de todo o Reino Unido a vencer a mais importante competição europeia de clubes. O elenco vencedor, todos formados por torcedores do time e nascidos a um raio de 50 quilômetros do estádio do clube, ficou conhecido como "Leões de Lisboa", alusão à cidade onde a final foi disputada. O sabor foi ainda melhor pois na mesma temporada, o rival Rangers também teve a chance de ser campeão continental, mas da Recopa Europeia, o segundo torneio em importância, perdendo para o Bayern Munique, então um clube sem títulos internacionais. A equipe já havia sido vice em 1961.
Os anos 1970, que marcavam o melhor momento da história do Celtic, viram uma decadência do Rangers, a despeito de em 1972 o clube ter finalmente ter conquistado o seu troféu europeu, justamente a Recopa. Os anos ruins dos Gers, que vinham conquistando a Liga poucas vezes, continuaram no início da década de 1980, em que o time perdeu momentaneamente o posto de antiCeltic, que passou a disputar os títulos nacionais com o Aberdeen ou com o Dundee United.
Em 1988, o Celtic conseguiu colocar a diferença em apenas três títulos. A balança começaria finalmente a pender para os protestantes justamente no momento em que o clube reviu seu posicionamento, com a chegada de Graeme Souness como técnico. Souness implantou diversas mudanças, desde a contratação de diversos ingleses, incluindo o primeiro negro do clube (Mark Walters) e, principalmente, ao fim do sectarismo contra católicos. O fim das restrições que o Rangers se impunha o recolocou como clube amplamente hegemônico nacionalmente, conseguindo repetir o grande feito do rival: entre 1989 e 1997, venceram a Liga Escocesa nove vezes consecutivamente, colocando diferença semelhante à que havia entre os rivais nos anos 1960: doze títulos.[carece de fontes?] O Celtic, em paralelo, vivenciou uma de suas piores crises: esportivamente, chegou a passar sete anos sem conseguir sequer o vice-campeonato na liga, tendo como única conquista no período de seis anos a Copa da Escócia de 1994-95 - em temporada iniciada sob forte ameaça de extinção, evitada somente horas antes do fim do prazo oferecido pelo Royal Bank of Scotland ao ser comprado pelo empresário Fergus McCann. Mesmo após impedir na temporada 1997-98 que o rival chegasse a dez títulos escoceses seguidos, o Celtic só voltou a ter conquistas contínuas a partir do comando técnico de Martin O'Neill.
Sob o trabalho de O'Neill, o Celtic vem se mostrando melhor chegou a reduzir a diferença de títulos escoceses para nove em 2008 (novamente aumentada para doze, após um tricampeonato seguido do Rangers). A primeira década do novo século viu os dois serem vice-campeões europeus: em ambos os casos, na Copa da UEFA, que substituíra a Recopa (extinta em 1999) como segundo torneio europeu em prestígio. O Celtic a perdeu em 2003 e o Rangers, em 2008.
Já a segunda década começou marcada pela falência do Rangers, obrigado a recomeçar na quinta divisão logo após ter sido tricampeão em 2011. O campeonato ficou sem o clássico entre 2011 e 2016, com um jogo das equipes sub-17 em 2013 bastando para atrair 12 mil pessoas em clima de hostilidade. O Celtic conseguiu então, à altura de 2017, um hexacampeonato seguido. A temporada do hexa veio com o rival enfim retornando à elite, mas não impedindo a primeira vez em 108 anos que o campeonato foi vencido de forma invicta; nem a primeira tríplice coroa do Celtic (títulos no campeonato, na Copa da Escócia e na Copa da Liga Escocesa) em dezesseis anos, também invicta; tampouco a pior goleada sofrida em casa no clássico em 118 anos: o Celtic ganhou de 5-1 no Ibrox Stadium. A diferença de títulos escoceses ficou em quatro no ano de 2019, com 54 para o Rangers e 50 para o Celtic.[carece de fontes?] A despeito do jejum, o Rangers segue mundialmente como clube mais vezes vencedor de um campeonato nacional.

## Clássicos históricos
Curiosamente, embora dominem a liga escocesa, em somente cinco ocasiões o clássico serviu como jogo do título na competição: no jogo-desempate que decidiu a edição de 1904-05, em que a vitória por 2-1 do Celtic encerrou jejum de sete anos e abriu um hexacampeonato seguido ao clube; o 2-2 na temporada 1966-67, em que os alviverdes puderam mesmo dentro do estádio rival garantirem o troféu nacional em sua temporada mais gloriosa, semanas antes da conquista na Liga dos Campeões; o 4-2 da temporada 1978-79, no qual o Celtic superou com dez jogadores em campo (após uma expulsão) uma derrota parcial de 1-0, assinalando nos cinco minutos finais os dois últimos gols - em clássico que ganhou contornos míticos também pela ausência de maiores registros em vídeo em função de uma greve na imprensa; o 3-0 da temporada 1998-99, favorável ao Rangers dentro do estádio vizinho em um jogo tumultuado, repleto de expulsões, invasões de campo e necessidade de sutura no rosto do árbitro (cuja casa terminou vandalizada) no decorrer do chamado "jogo da vergonha". e o 5-0 do Celtic na temporada 2017-18, sinalizando a grande diferença de nível entre os dois rivais após a falência azul.
Rangers e Celtic não concordam quanto à maior goleada no duelo. Os torcedores dos Teddy Bears ressaltam o 8-1 no ano novo de 1943, minimizado pelos rivais como partida não-oficial em função da suspensão de torneios nacionais durante a Segunda Guerra Mundial. Já a torcida dos Bhoyz criaram a música "Hampden in the Sun" para destacar o 7-1 que decidiu a Copa da Liga Escocesa da temporada 1957-58, o resultado mais elástico em um confronto dito "oficial".

## A questão político-religiosa
Além da grande rivalidade entre os clubes, da mesma cidade escocesa, as torcidas também trazem consigo questões alheias ao futebol. As torcidas defendem duas filosofias político-religiosas antagônicas em suas respectivas histórias de intensidade tal que o clássico é tido como o de maior ódio recíproco no mundo.
Em 1900, instalava-se em Glasgow um estaleiro, de nome Harland & Wolf, que tinha como norma não contratar católicos. Este fato trouxe à tona o problema religioso escocês, que imediatamente foi transferido para o futebol, já que ambos os clubes tinham identidades com as partes envolvidas, o Celtic, católico e Rangers, protestante. Ao longo do século XX, gerou-se a imagem erroneamente simplificada de que o Rangers não aceitava católicos até o ano de 1989, mas o clube inicialmente era uma equipe aberta. A política não escrita de recusar católicos foi adotada após a Primeira Guerra Mundial e não os impediu de defender o clube, desde que escondessem sua fé. Também não impediu o ingresso de um muçulmano  ainda na década de 1930, o egípcio Mohamed Latif, e de um judeu, o israelense Avi Cohen, em 1987. O sectarismo, por outro lado, poderia atingir até mesmo protestantes, caso fossem casados com católicas. Alex Ferguson foi um exemplo famoso de protestante afetado por essa parte da medida.
Diferentemente do Rangers, o Celtic, apesar da identificação com os católicos, nunca se restringiu; sempre aceitou jogadores de todas as religiões, ainda que sofressem ressalvas: Jock Stein, maior treinador dos alviverdes, era protestante e não se livrou de uma discriminação inicial, que teria pesado para encerrar seu primeiro ciclo por lá, na década de 1950. Mas, já consagrado, incentivava os seus olheiros a, caso encontrassem jovens protestantes e católicos de talentos similares, a investirem nos protestantes e os convencerem a atuar no Celtic, uma vez que os católicos não seriam em nenhuma hipótese usados pelo Rangers. Kenny Dalglish é outro exemplo famoso de protestante  que defendeu o Celtic em época em que o Rangers, clube que torcia, continuava restrito: foi na década de 1970.
A polêmica política do Rangers começou a ser mais largamente questionada a partir da década de 1970, embora somente em 1987, com o início da gestão de Graeme Souness, começasse a ser quebrada. Naquele ano, o treinador incorporou o primeiro católico assumido no clube desde a Primeira Guerra, John Spencer, proveniente das categorias de base. Ele, porém, não vingou no time principal e acabou por não ter o mesmo impacto que a vinda de Mo Johnston, em 1989, tamanho a ponto de Johnston ser normalmente visto como o primeiro católico do Rangers, o que não é exatamente verdadeiro. Johnston foi o primeiro católico declarado contratado a partir de outro clube (o Nantes), mas parte da natureza bombástica do negócio deveu-se também ao fato de ele ter sido ex-jogador do rival Celtic, ter um retorno já apalavrado com o clube alviverde (sem concluir, porém, um acerto financeiro, permitindo brecha para que fosse contratado pelo clube vizinho) e ter realizado diversas declarações de amor a este e provocativas aos azuis - e também ao bom desempenho demonstrado no novo clube, embora não se livrasse de discriminação interna de funcionários e do ódio de torcedores exaltados. Johnston seria, porém, ainda mais perseguido pelos seus antigos torcedores do Celtic, que o tacharam de "MoJudas". Moderados das duas religiões, porém, o apoiaram e sua transferência inclusive fez com que um antigo ídolo do Rangers na década de 1950, Don Kichenbrand, se sentisse à vontade para enfim anunciar-se publicamente como católico.
No fim do século XX, o Rangers chegou a promover escalações com mais jogadores católicos do que o próprio Celtic, fazendo do italiano Lorenzo Amoruso seu primeiro capitão a professar essa religião (em 1999) e do francês Paul Le Guen o primeiro treinador (em 2006). Porém, a despeito da abertura iniciada sob Souness, a torcida azul permanece bastante associada ao presbiterianismo, seguidora político-religiosa da monarquia do Reino Unido e com o costume de portar bandeiras do Reino Unido bem como outras com o rosto do (ou da) monarca. Extremistas também veneram o UVF (grupo terrorista protestante da Irlanda do Norte). A primeira partida realizada em casa homenageia Rei ou Rainha, cujo retrato também decora os vestiários. Apesar desse estereótipo, a maioria da torcida do clube mostrou-se favorável à independência da Escócia em pesquisas de opinião realizadas na ocasião do referendo de 2014. Além de pequena margem de indecisos, eram cerca de 45% favoráveis e 41% contra. Um dos mais famosos torcedores do Rangers também é um conhecido ativista da independência escocesa, o ator Sean Connery (o qual curiosamente torcia pelo rival na juventude), célebre como primeiro intérprete de James Bond nos cinemas. O próprio estereótipo de unionismo não impedira que outra das mudanças implementadas por Souness, a de contratar maciçamente jogadores ingleses (foram dezoito), também fosse criticada pelos fãs tradicionalistas do Rangers na época.
O Celtic, por sua vez, é o clube predileto dos escoceses de religião católica e dos irlandeses (o apelido de Bhoys decorre da pronúncia em sotaque irlandês da palavra inglesa para "garotos" ) e descendentes residentes na Escócia, tendo milhares de torcedores entre os católicos das duas Irlandas. Sua torcida exibe uma bandeira alviverde com o retrato do falecido papa João Paulo II, costumando portar bandeiras da República da Irlanda e da Escócia. Os mais extremistas também exaltam o IRA (grupo terrorista católico da Irlanda do Norte). Por outro lado, isso não impediu que, também contraditoriamente ao estereótipo, uma minoria expressiva da torcida se posicionasse contra a independência escocesa, nas mesmas pesquisas de opinião realizadas em função do referendo de 2014. Os favoráveis eram 48%, mas o número dos contrários era de 40%, similar aos 41% do arquirrival. Figuras históricas do Celtic campeão da Liga dos Campeões de 1966–67 como Billy McNeill e Bertie Auld e outros ex-futebolistas do clube, como Pat Crerand, David Provan, Murdo MacLeod, David Moyes e Frank McAvennie, posicionaram-se publicamente contrários à independência, com o seguinte comunicado conjunto: "nós somos orgulhosos escoceses que vêm tendo orgulho de representar nossa terra pelo mundo. Quando a Escócia convoca, nós atendemos. Nós somos orgulhosos de que a Escócia sempre se ergueu em seus próprios dois pés, mas nós também acreditamos que a Escócia se destaca mais porque nós somos parte do Reino Unido. O Reino Unido é um país que a Escócia ajudou a construir. Nós conclamamos cada patriota escocês a manter o lugar da Escócia no Reino Unido, o qual tão bem serviu a Escócia".
Esta rivalidade muitas vezes atravessa as tênues fronteiras do enfrentamento saudável, mesmo em uma cidade definida como liberal, rica e culturalmente criativa, desafiando a noção de que a civilização aplaca a barbárie e dissemina a tolerância. O goleiro polonês Artur Boruc, do Celtic, chegou a ser multado após fazer o sinal da cruz em uma Old Firm, por seu gesto ter sido interpretado como uma provocação aos oponentes; o mesmo gesto já havia sido usado pelo próprio Mo Johnston ainda enquanto jogador do Celtic, em provocação à torcida rival. Na via oposta, o inglês Paul Gascoigne chegou a ser suspenso e multado pela federação, além de ameaçado pelo IRA, após realizar um gesto interpretado como sectário em duelo pela temporada 1997-98 - acabaria acertando no decorrer dela uma transferência ao modesto Middlesbrough e terminou não convocado por sua seleção à Copa do Mundo FIFA de 1998. Já Neil Lennon, norte-irlandês católico que treinava o Celtic, chegou a receber uma carta-bomba de rivais em 2011.

## Recordes de público
Os recordes de público deste clássico são os confrontos de 1 de janeiro de 1938 com 92.000 espectadores no Celtic Park e de 118.567 espectadores no Ibroux Park (Rangers) em 1 de janeiro de 1939.

## Estatísticas

### Retrospecto geral
Confrontos diretos entre os dois clubes em competições nacionais oficiais:
- Atualizado até 04 de maio de 2025

| Competição            | Jogos | Resultados | Resultados | Resultados | Gols   | Gols    |
| Competição            | Jogos | Celtic     | Empates    | Rangers    | Celtic | Rangers |
| --------------------- | ----- | ---------- | ---------- | ---------- | ------ | ------- |
| Campeonato Escocês    | 339   | 118        | 92         | 129        | 462    | 476     |
| Copa da Escócia       | 55    | 27         | 10         | 18         | 84     | 67      |
| Copa da Liga Escocesa | 52    | 25         | 3          | 24         | 79     | 71      |
| Total (oficial)       | 446   | 170        | 105        | 171        | 625    | 616     |

### Decisões de títulos

#### Campeonato Escocês
- Na partida de desempate pelo título da Liga de 1904–05, o Celtic foi campeão sobre o Rangers vencendo por 2–1.

#### Copa da Escócia
- De 16 finais entre os dois, o Celtic derrotou o Rangers em 8 ocasiões: 1898–99, 1903–04, 1968–69, 1970–71, 1976–77, 1979–80, 1988–89 e 2023–24.

- O Rangers foi o campeão em outras 7 finais: 1893–94, 1927–28, 1962–63, 1965–66, 1972–73, 1998–99 e 2001–02.

- A final de 1908–09 foi anulada devido a incidentes entre torcedores no replay da decisão.

#### Copa da Liga Escocesa
- De 17 decisões entre os rivais, o Rangers levou a melhor em 9 oportunidades: 1964–65, 1970–71, 1975–76, 1977–78, 1983–84, 1986–87, 1990–91, 2002–03 e 2010–11.

- O Celtic se sagrou campeão 8 vezes: 1957–58, 1965–66, 1966–67, 1982–83, 2008–09, 2019–20, 2022–23 e 2024–25.

## Principais títulos
Listagem comparativa de títulos conquistados por Rangers FC e Celtic FC nas principais competições nacionais e internacionais, ao longo da história.
| Competições internacionais                             | Rangers FC | Celtic FC |
| ------------------------------------------------------ | ---------- | --------- |
| Taça dos Campeões Europeus / Liga dos Campeões da UEFA | -          | 1         |
| Taça das Taças                                         | 1          | -         |
| Total internacional                                    | 1          | 1         |
| Competições nacionais                                  | Rangers FC | Celtic FC |
| Campeonato Escocês                                     | 55         | 55        |
| Copa da Escócia                                        | 34         | 42        |
| Copa da Liga Escocesa                                  | 28         | 22        |
| Campeonato Escocês - 2ª Divisão                        | 1          | -         |
| Campeonato Escocês - 3ª Divisão                        | 1          | -         |
| Campeonato Escocês - 4ª Divisão                        | 1          | -         |
| Scottish Challenge Cup                                 | 1          | -         |
| Total nacional                                         | 117        | 119       |
| Competições regionais                                  | Rangers FC | Celtic FC |
| Copa de Glasgow                                        | 44         | 29        |
| Glasgow Merchants Charity Cup                          | 32         | 28        |
| Total regional                                         | 76         | 57        |
| Total de títulos oficiais                              | 198        | 177       |